# Johann Martin Mack
Johann Martin Mack (* 19. April 1715 in Laichingen, Württemberg; † 9. Juni 1784 in Friedensthal, Christiansted, Saint Croix, heute Amerikanische Jungferninseln) war ein evangelischer Missionar unter indianischen Ethnien in den englischen Dreizehn Kolonien Nordamerikas und Bischof der Herrnhuter Brüdergemeine auf den damals dänischen Jungferninseln, wo mehrheitlich afrikanische Sklaven arbeiteten. Er war zudem Württembergs erster evangelischer Missionar in Übersee.

## Leben
Mack ist ein Sohn eines Webers und Ratsherr von Laichingen, das damals ein Zentrum der württembergischen Leinenweberei war. Durch das Wirken des evangelisch-lutherischen Vikars Johann Georg Waiblinger (1704–1775) beeinflusst, hatte er mit 18 Jahren ein Bekehrungserlebnis und schloss sich als 19-Jähriger der Brüdergemeine an.
1735, nur ein Jahr später, schickte ihn der Gründer und geistliche Leiter der Herrnhuter Brüdergemeine, Nikolaus Ludwig von Zinzendorf, zur Missionsarbeit in die englischen Dreizehn Kolonien nach Nordamerika. Nachdem ein erster Versuch, sich fest in der Gemeinschaft in Georgia niederzulassen, gescheitert war, half er ab 1741 in der Kolonie Pennsylvania beim Aufbau der ersten Herrnhuter Gemeinschaftssiedlung in Bethlehem, Pennsylvania, mit. Der Brüderbischof David Nitschmann und sein gleichnamiger Onkel galten als Führer der Gruppe und Ortsgründer, die am 21. Dezember 1740 mit der Fällung eines ersten Baumes für den Hausbau begannen. Im Januar 1741 wurde das Gemeinhaus, eine Hütte von sechs auf zwölf Meter errichtet, wo Mack, die beiden Nitschmanns und die zehn ersten Siedler Christian Froehlich, Hannah Hummel, Georg Neisser, Anthony Seiffert, Matthew Seybold, Benjamin Sommers, Anna und David Zeisberger mit ihrem Sohn David vorerst leben konnten.
Ab 1742 war er Assistent des Missionars Christian Heinrich Rauch unter den Shekomeko, wo er den Namen Ganachragejat erhielt. Er evangelisierte in Pennsylvania, Connecticut und New York unter den Mohikanern und Delawaren, wobei er bei ihnen wohnte und mit seinen handwerklichen Arbeiten den Lebensunterhalt bestritt. 1745 wurde er mit der Leitung der gesamten Missionsarbeit in Nordamerika betraut. Die indianische christliche Gemeinschaft umfasste damals etwa 600 Personen.
1762 entsandten ihn die Herrnhuter auf die damals von den Dänen beherrschten Jungferninseln in der Karibik, wo er als Handwerker und Aufseher zugleich Missionar unter den afrikanischen Sklaven auf den Zuckerrohrplantagen wurde. 1770 wurde er zum Bischof der Brüdergemeine für die Jungferninseln ernannt.
Er starb 1784 und wurde wahrscheinlich auf dem Friedensthal Moravian Church Cemetery in Christiansted bestattet, denn er ist auf der dortigen Bestattungsliste aufgeführt.

## Familie
Mack heiratete am 14. September 1742 die Missionarin Jeannette Rau (1722–1749). Er hatte zudem eine Tochter, Theodora Mack, die von 1758 bis 1851 lebte.

## Schriften
- Mit David Zeisberger: Travel diary by David Zeisberger and Johann Martin Mack of their journey from Shamokin, PA, to the western and northern branches of the Susquehanna River (Siskëwahane). In: MissInd, 227.3, 1748.
- Mit John W. Jordan: Rev. John Martin Mack’s Narrative of a Visit to Onondaga in 1752. In: The Pennsylvania Magazine of History and Biography, 1905, Vol. 29, No. 3, S. 343–358; JSTOR:20085301.
- Diary of J. Martin Mack’s, David Zeisberger’s and Gottfried Rundt’s journey to Onondaga in 1752. 1916.